# Gerrit Nieuwkamp
Gerrit Nieuwkamp, ook gekend als Gerard Nieuwkamp (Amsterdam, 29 maart 1917 – Kamp Vught, 30 januari 1943) was een Nederlands voetballer.

## Biografie
Gerrit Nieuwkamp was de zoon van Christoffel Nieuwkamp en Gijsberta van Wageningen. Hij had een oudere zus, Alida.
Hij speelde bij AFC Ajax als midvoor. Hij maakte zijn debuut voor de club op 6 september 1942 in het kampioenschap tegen 't Gooi. Ajax won met 4-2, mede dankzij twee doelpunten van hem. Nieuwkamp werd in 1942 opgepakt en naar concentratiekamp Vught gestuurd. Daar kwam hij op 25-jarige leeftijd om het leven.
In 2022 besteedde het Vrijheidsmuseum in Groesbeek in de expositie De Zwarte Driehoek. De geschiedenis van als 'asociaal' vervolgden, 1933-1945 (en het gelijknamige boek) aandacht aan het lot van Gerrit Nieuwkamp.